# ريكاردو لاتزني
ريكاردو لاتزني، حكم كرة قدم إيطالي دولي سابق.
و قد حكم في كأس الخليج 1974، وقد أدار مباراة منتخب الكويت لكرة القدم ومنتخب الإمارات لكرة القدم في 15 مارس 1974، وقد أدار مباراة منتخب قطر لكرة القدم ومنتخب عمان لكرة القدم في 22 مارس 1974.